# Terahertzradar
Terahertzradar sind Radargeräte, deren Trägerfrequenz zwischen 0,1 THz und 10 THz liegt.
Diese Geräte beruhen meist auf einem kleinen integrierten Baustein, der die gesamte Hochfrequenzverarbeitung mit allen notwendigen Antennen enthält und der nicht größer als ein Daumennagel ist. Diese Geräte arbeiten meist auf der Grundlage eines frequenzmodulierten Dauerstrichverfahrens. Eine Weiterverarbeitung der Höchstfrequenz durch die Anwendung dieser Module ist nicht nötig, da die Echosignale intern in das Basisband heruntergemischt werden. Die Bandbreite dieses Basisbands kann je nach Anwendung nur wenige Megahertz bis in den einstelligen Gigahertzbereich betragen. Für ein Auflösungsvermögen von zum Beispiel 3,75 cm wird theoretisch eine Bandbreite von 4 GHz benötigt.
Anwendung finden diese Terahertzmodule zum Beispiel in sogenannten Körperscannern, bei der fließbandmäßigen Qualitätskontrolle von bereits verpackten Gegenständen (Durchleuchtung) und bei der Bewertung von der Dicke von Schutzanstrichen oder Laminaten sowie Detektion von Fremdkörpern in Lebensmitteln. Bei Körperscannern wird der Umstand genutzt, dass diese Terahertzfrequenzen zwar leicht trockene und nicht leitende Substanzen durchdringen können, aber schon durch die Feuchtigkeit der Haut in diese nicht tiefer eindringen können als nur wenige Millimeter.